# Raivuna lyrata
Raivuna lyrata är en insektsart som först beskrevs av Ernst Friedrich Germar 1830.  Raivuna lyrata ingår i släktet Raivuna och familjen Dictyopharidae. Inga underarter finns listade i Catalogue of Life.